# Šašemane
Šašemane (oromsky Shaashamannee, amharsky ሻሸመኔ) je město v Etiopii. Nachází se v centrální části země, zhruba 200 km jižně od hlavního města Addis Abeby. Je známě především díky rastafariánské komunitě, která zde sídlí.

## Správní historie
Šašemane bylo založeno v roce 1903. Díky své strategické poloze na křižovatce obchodních cest se rychle rozvíjelo a v roce 1936 získalo samostatnou městskou správu. V roce 2014 bylo město povýšeno na regionální metropoli a sloučeno s obcí Bishan Guracha, čímž vznikly čtyři sub-města a 12 městských čtvrtí.

## Demografie
Počet obyvatel Šašemane je rostoucí. Zatímco podle sčítání lidu provedeného v roce 2007 mělo město 100 454 obyvatel, v roce 2022 byl jejich počet odhadován na více než dvojnásobek, a to 208 368. Pohlavní struktura populace je vyvážená, k roku 2022 byla odhadována na 104 354 žen a 104 014 mužů.

## Rastafariánská komunita

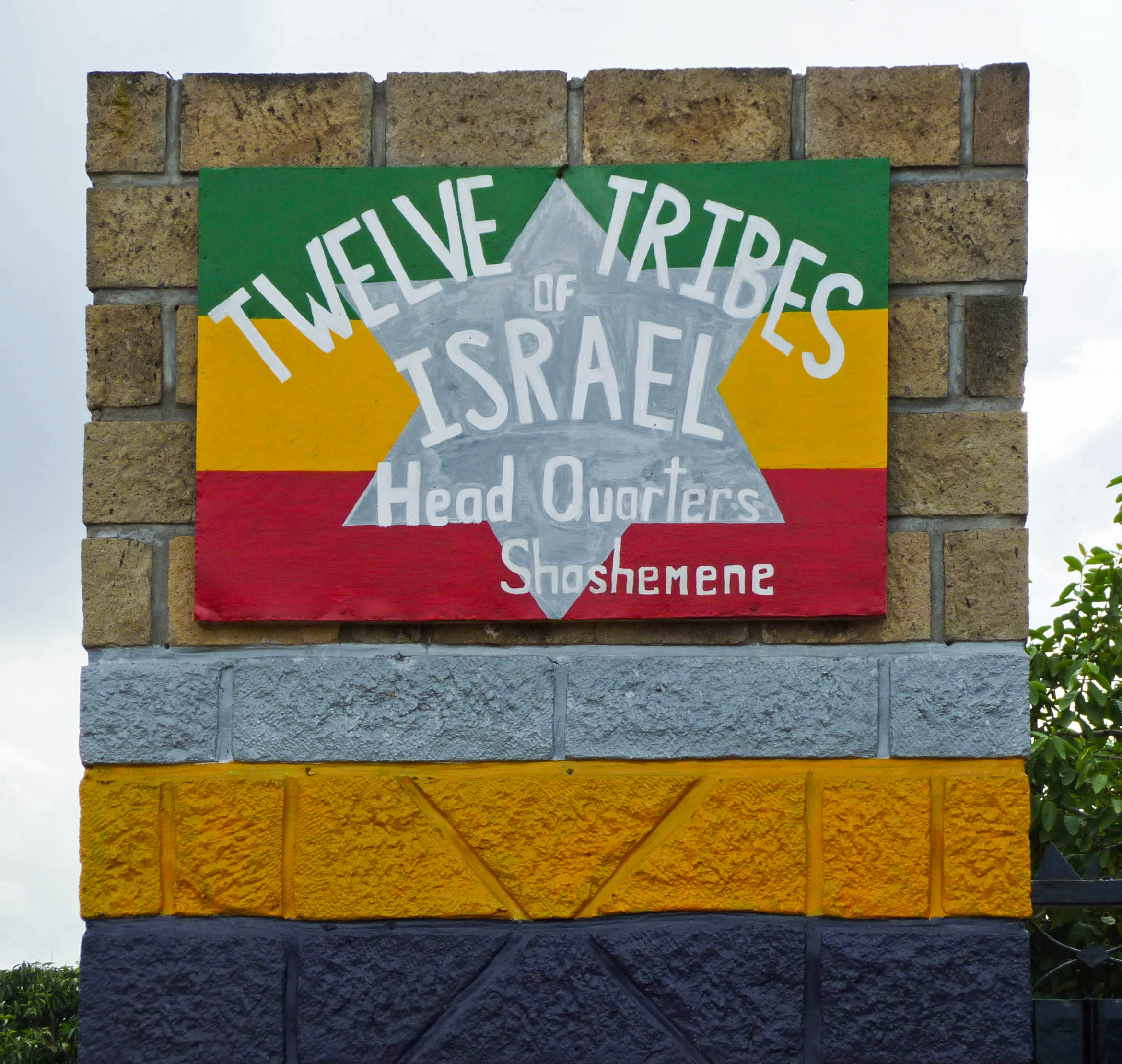
Budova ústředí rastafariánské odnože Dvanáct kmenů izraelských v Šašemane

V roce 1948 císař Haile Selassie I. daroval 500 akrů (2 km²) půdy v Šašemane černošským obyvatelům Západu jako uznání za jejich podporu během italské invaze a následné okupace Etiopie. Program, označovaný jako pozemkový grant (anglicky The Land Grant) byl původně zaměřen zejména na Afroameričany, kteří čelili rasové diskriminaci ve Spojených státech, a měl posílit historické vazby mezi Etiopií a africkou diasporou. Pozemek byl darován Etiopské světové federaci (anglicky Ethiopian World Federation, EWF) založené v Harlemu v New Yorku roku 1937, která o půdu pro přesídlení v roce 1942 císaře požádala a organizovala iniciativy na podporu přesídlení. Prvními osadníky byli James Piper a jeho manželka Helen, kteří v roce 1955 dorazili do Etiopie jako správci pozemkového grantu.
Informace o tomto daru se rozšířily i na Jamajku, kde vzbudily značný zájem, zejména mezi členy rostoucího rastafariánského hnutí, které v Selassiem vidělo božskou postavu. I když pozemkový grant nebyl původně určen pro ně, na konci 60. let se jich zde několik desítek usadilo a postupně vytvořili základnu pro budoucí komunitu. V roce 1964 do Šašemane přesídlil Gladstone Robinson, delegát EWF, který byl také rastafariánem. Robinson byl klíčovou postavou v raných letech komunity a jeho přítomnost podpořila zájem dalších rastafariánů o přesídlení do Etiopie. V komunitě také provozoval školu, kde zdarma učil asi 100 dětí. V roce 1967 byl jmenován správcem pozemkového grantu, čímž nahradil Pipera a jeho manželku. Dalším významným osadníkem byl Papa Noel Dyer, jamajský rastafarián, který podnikl cestu do Etiopie z Anglie stopem. Dorazil v roce 1965 a stal se jedním z prvních rastafariánů, kteří si v Šašemane vybudovali trvalý domov. V září 1969 navštívili Šašemane jamajský premiér Hugh Shearer a vůdce opozice Michael Manley. Po jejich návštěvě zavítal do komunity také císař Haile Selassie, který upozornil osadníky na nevhodnost přenášení jamajské politiky do Etiopie.
V roce 1975 vojenská junta Derg svrhla císaře Haile Selassieho a většina půdy v zemi byla během pozemkové reformy zestátněna. Tyto reformy výrazně zasáhly rastafariánskou komunitu, která ztratila velkou část půdy. Přestože byl jejich status v Etiopii nejistý, mnozí zůstali a snažili se udržet svou přítomnost v Šašemane. Část půdy byla později komunitě navrácena, a to pětina původní rozlohy (40 ha). Navzdory odporu nové vlády v roce 1978 Šašemane navštívil Bob Marley, nejznámější představitel rastafariánského hnutí a propagátor myšlenek návratu do Afriky, který zde vystoupil se svou kapelou. Marley údajně vyjádřil přání být po smrti pohřben právě v Šašemane, což se však nakonec nestalo – po jeho úmrtí v roce 1981 byl pohřben na Jamajce.
V 90. letech, po skončení etiopské občanské války, došlo k nové imigrační vlně rastafariánů, především z Karibiku. Komunita v Šašemane tehdy dosáhla svého vrcholu, kdy zde žilo přibližně 2000 osob. Přes rostoucí počet obyvatel však osadníci nezískali etiopské občanství; zákon císaře Selassieho z roku 1955 udělil občanství Etiopie pouze členům Etiopské světové federace. Etiopské zákony neposkytují automatické občanství ani těm, kteří se na jejím území narodili. Rastafariáni se tak stali osobami bez státní příslušnosti a bez dokumentů. Teprve v roce 2017 etiopská vláda vydala osadníkům osobní doklady, které jim garantovaly status rezidenta, nikoliv však občanství. Téhož roku v listopadu se v osadě Šašemane v Etiopii uskutečnilo setkání rastafariánů All Africa Rastafari Gathering. Během týdenního programu hostilo Šašemane zástupce z Angoly, Beninu, Kamerunu, Ghany, Pobřeží slonoviny, Keni, Malawi, Jižní Afriky, Jižního Súdánu, Seychel a Zimbabwe. Kromě afrických delegací se do setkání zapojili také zástupci z USA, Spojeného království, Brazílie a Karibiku. Výsledkem bylo přijetí společné deklarace, která zdůraznila odkaz císaře Haile Selassieho a císařovny Menen.
Rastafariánská komunita v Šašemane měla podle odhadů z roku 2017 zhruba 800 členů, představuje tak cca 0,4% obyvatel města. Území komunity s rozlohou 40 ha představuje cca 3,7% z rozlohy města.